# Auf der Maur
Auf der Maur är debutalbumet av den kanadensiska rockmusikern Melissa Auf der Maur, utgivet den 2 februari 2004 på Capitol Records. Efter sin karriär som basist i Hole och The Smashing Pumpkins spelade Auf der Maur in albumet under en tvåårsperiod vid olika studior över USA och Kanada tillsammans med producenten Chris Goss. Låtarna på Auf der Maur skrevs mellan 1992 och 2002, genom sin tid i Tinker, Hole och The Smashing Pumpkins.
Auf der Maur gästas av en rad musiker och medarbetare, bland andra de tidigare bandkompisarna Eric Erlandson och James Iha, Queens of the Stone Ages frontfigur Josh Homme, Mark Lanegan, Jeordie White och John Stanier. Albumets sound avviker markant från Auf der Maurs tidigare prestationer och lutar istället mer åt experimentell och progressiv rock.
Vid utgivningen möttes albumet av övervägande positiv kritik och uppnådde måttliga kommersiella framgångar med 200 000 sålda exemplar världen runt. Efter en lyckad turné genom Europa och Storbritannien före skivsläppet gick två av albumets tre singlar—"Followed the Waves" och "Real a Lie"—in på den brittiska singellistan. En efterföljande turné i Nordamerika samt en till turné i Storbritannien gjorde att albumet hamnade på både Billboard 200 i USA och den brittiska albumlistan som nummer 187 respektive 31.

## Bakgrund
Efter avhoppet från Hole i november 1999 blev Melissa Auf der Maur rekryterad som ersättare för basisten D'arcy Wretzky i The Smashing Pumpkins tidigt 2000. Auf der Maur turnerade med bandet under Sacred and Profane-turnén som backade upp albumet Machina/The Machines of God (2000) och medverkade i musikvideorna för albumets singlar. I maj 2000 upplöstes The Smashing Pumpkins och Auf der Maur hade inga planer på att fortsätta sin musikkarriär. I en intervju med Jam! sa Auf der Maur: "en av anledningarna till varför jag tog ett ledigt år 2001 var att jag inte ens visste vad jag skulle göra med musiken. Kanske skulle jag spela i ett coverband resten av mitt liv." och att hennes "relation till musiken hade blivit väldigt arméorienterad. Jag var en soldat, en hårt arbetande som aldrig fick tillräcklig tillfredsställelse genom musiken. Jag visste inte om jag skulle göra min egen skiva.". Sent 2001 kom Auf der Maur över "gamla demos" i sitt hem i Montréal och "insåg att [hon] hade material nog till ett helt album som hade legat där i flera år". Bland dessa demos fanns "Real a Lie", en låt skriven tillsammans med kollegan Steve Durand, som gavs ut på singel av duons gamla band Tinker 1994. Auf der Maur berättade att beslutet att spela in ett album "skedde väldigt naturligt".

## Inspelning
Albumet spelades in under 2001, 2000 och 2003 vid olika studior över USA och Kanada, däribland Stagg Street Studios i Los Angeles, Stratosphere Sound i New York, Rancho De La Luna i Joshua Tree, Kalifornien, Glenwood Place Studios i Burbank, Kalifornien, The Sound Factory i Hollywood, Sound City Studios och Kevin Augunas bostad i Van Nuys, Kalifornien samt French Kiss Studios i Montréal, Kanada. De första inspelningarna ägde rum i oktober 2001 och till en början planerade hon att spela in albumet i Chicago, men de planerna lades senare ner. Även om varje session hade individuella ljudtekniker var Auf der Maur och Chris Goss de huvudsakliga producenterna för projektet. Auf der Maur finansierade även inspelningarna på egen hand eftersom hon då inte var ansluten till något skivbolag. På så vis kunde hon också "försäkra sig om kreativ kontroll" då hon "ville att underlaget skulle vara mycket äkta". Auf der Maur har kommenterat inspelningsprocessen följande: "L.A.-delen av skivan är finare, mer eteriska grejer [och] de mörka rockgrejerna–som verkligen är min huvudsakliga rutt och skivans muskelstyrka–spelades in i Kanada. I Chicago spelar vi sedan in några låtar med James och Chris som är mer medeldissonant pop – medeltempo, medelvolym.". När de sista inspelningarna hade genomförts var Auf der Maurs budget slut och det fanns inga fonder till att mixa albumet med. Kort därefter blev hon dock kontrakterad av Capitol Records.
Auf der Maur samarbetade med olika musiker under inspelningen. De tidigare bandkompisarna Eric Erlandson och James Iha framförde gitarr på "Would If I Could" respektive "Skin Receiver", Mark Lanegan bidrog med ytterligare sång på "Taste You" och Queens of the Stone Ages frontfigur Josh Homme spelade gitarr på fyra låtar och sjöng i bakgrunden på "Skin Receiver". Gällande skivans medarbetare har Auf der Maur sagt: "Jag är så glad att ha alla dessa talangfulla vänner. Det är inte så svårt att hitta musiker som är tillgängliga att spela. Det råkar bara vara så att de generösaste människorna är också de bästa och var villiga att spela.". Under den tidiga inspelningensfasen fanns även planer kring en duett med Rufus Wainwright.

## Utgivning

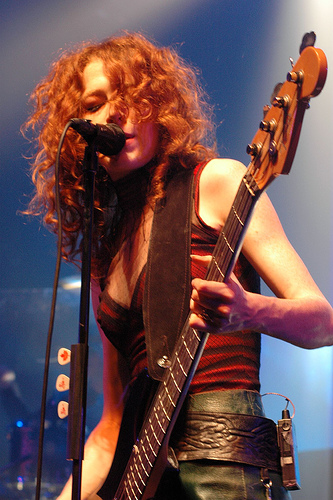
Melissa Auf der Maur på scen i Frankrike under sin turné 2004

Auf der Maur släpptes globalt den 2 februari 2004, 4 maj i USA och 1 juni i Kanada. Även om albumet distribuerades internationellt genom Capitol Records skötte EMI distributionen av albumet i Kanada. Som en start på marknadsföringen av skivsläppet medverkade Auf der Maur på Late Night with Conan O'Brien den 17 juni och på The Tonight Show with Jay Leno den 6 juli.
Tre singlar släpptes från albumet. Den ledande singeln, "Followed the Waves", gavs ut den 16 februari 2004 i samband med den globala utgivningen. Den gick in på både Billboard Modern Rock Tracks-listan i USA och den brittiska singellistan med en topplacering på 32 respektive 35. "Real a Lie" släpptes den 3 maj i samband med den amerikanska utgåvan av albumet. Låten hamnade dock endast på den brittiska singellistan, där på plats 33 som bäst. Albumets sista singel, "Taste You", utkom den 27 september och uppnådde som bäst plats 51 i Storbritannien. Till alla tre singlar filmades musikvideor som gjordes tillgängliga för nedladdning på Auf der Maurs webbplats i formaten Windows Media Video, QuickTime och RealVideo.

### Turné
Auf der Maur marknadsförde albumet med en nästintill oavbruten turné genom Europa, Storbritannien och Nordamerika 2004. Turnén, indelad i sju delar (legs), startade den 30 januari 2004 och avslutades den 4 december. Den 151 datum långa turnén genomfördes tillsammans med bland andra A Perfect Circle, Mínus, The Living Things, The Offspring, The Polyphonic Spree, The Von Bondies, Matthew Good och HIM. Under turnén uppträdde Auf der Maur på flera sommarfestivaler såsom Curiosa i USA, Pukkelpop i Belgien, Lowlands Festival i Nederländerna, Reading- och Leedsfestivalerna i Storbritannien och Independents Day Festival i Italien. Under hela turnén publicerade Auf der Maur fotografier från showerna på sin webbplats.
Efter turnén hade EMI tagit över Capitol Records. Allt material som hade spelats in för Auf der Maur, inklusive outtakes, demos och repinspelningar, beslagtogs av EMI:s byråkrati. Efter månader av förhandlingar vann Auf der Maur rättigheterna till inspelningarna varefter hon lämnade Capitol/EMI under 2006. Som en reflektion kring händelsen har Auf der Maur sagt att det är "en vidrig känsla när du slår ihop ditt hjärta med en bolagsstruktur". Hon tog händelsen i beaktelse när hon övervägde skivbolag att ge ut uppföljaralbumet Out of Our Minds (2010), vilket istället släpptes på egen hand.

## Mottagande
Auf der Maur gick in som åtta på Billboard Heatseekers och låg kvar där i tio veckor, och uppnådde plats 187 på Billboard 200 som bäst. 2006 hade albumet sålts i 35 000 exemplar i USA enligt Nielsen Soundscan. Albumet såldes i ytterligare 165 000 exemplar globalt sett, vilket ger en total försäljningssiffra på 200 000.
Auf der Maur möttes av övervägande positiv kritik. På Metacritic, som tilldelar ett normaliserat betyg utifrån recensioner från välkända kritiker, hade albumet ett medelbtyg på 62/100, baserat på 19 recensioner. Allmusics skribent Stephen Thomas Erlewine belönade albumet med tre av fem stjärnor och kommenterade att albumet hade "en viss nostalgisk charm" och att "den är lite mer sofistikerad och polerad" än hennes tidigare prestationer men tillade att albumets tema var "lite pinsamt och juvenilt". Alternative Press belönade albumet med fyra av fem stjärnor och skrev att "skivans brödföda är Auf Der Maurs rykande riff". Keith Phipps på The A.V. Club sa att "även om Auf Der Maur aldrig är anstötligt stygg finns det inget som är det minsta karakteristiskt kring det" och kallade det "Billy Corgan-inspirerad, arenaskala, gitarrdriven introspektiv misär" i sin 3/10-betygsatta recension. I en recension för BBC beskrev Matt Wicks albumet som "utmärkt" och "som the Pumpkins under deras guldår" och jämförde Auf der Maur med andra samtida kvinnliga artister såsom Shirley Manson och PJ Harvey. Blender gav en övervägande positiv recension med betyget tre av fem stjärnor, men kritiserade Auf der Maurs sångröst: "knuffad av stora gitarrer låter hennes tunna, otränade röst stundvis håglös".

## Låtlista
Alla låtar är skrivna och komponerade av Melissa Auf der Maur, där inget annat namn anges. 
| Nr           | Titel                     | Kompositör                 | Längd |
| ------------ | ------------------------- | -------------------------- | ----- |
| 1.           | Lightning is My Girl      |                            | 4:09  |
| 2.           | Followed the Waves        |                            | 4:48  |
| 3.           | Real a Lie                | Auf der Maur, Steve Durand | 4:22  |
| 4.           | Head Unbound              |                            | 3:58  |
| 5.           | Taste You                 |                            | 4:39  |
| 6.           | Beast of Honor            |                            | 3:27  |
| 7.           | I'll Be Anything You Want | Auf der Maur, Josh Homme   | 2:57  |
| 8.           | My Foggy Notion           |                            | 4:48  |
| 9.           | Would If I Could          |                            | 3:40  |
| 10.          | Overpower Thee            | Auf der Maur, Homme        | 2:35  |
| 11.          | Skin Receiver             | Auf der Maur, Durand       | 3:35  |
| 12.          | I Need I Want I Will[A]   | Auf der Maur, Homme        | 7:32  |
| Total längd: | Total längd:              | Total längd:               | 55:11 |

Bonuslåt på amerikanska och kanadensiska utgåvan
| Nr           | Titel                                            | Längd |
| ------------ | ------------------------------------------------ | ----- |
| 13.          | Taste You (Fransk version, betitlad "Te Goûter") | 4:40  |
| Total längd: | Total längd:                                     | 59:51 |

- A ^  "I Need I Want I Will" innehåller en gömd låt vid 6:28 som hennes förälders mor sjunger på.

## Medverkande
All information hämtad från albumhäftet.
| Musiker - Melissa Auf der Maur – sång, bas, gitarr, keyboard - Jordon Zadorozny – gitarr (1, 2, 3, 7, 8), trummor (5) - Steve Durand – gitarr (1, 3, 5, 6, 7, 11), bakgrundssång (11) - Chris Goss – gitarr (2, 7, 11), bakgrundssång (4, 12), piano (10) - Nick Oliveri – bass (7, 11, 12), bakgrundssång (11) - John Stanier – trummor (1, 7, 11) - Brant Bjork – trummor (2, 8) - Jeordie White – gitarr (1) - Kelli Scott – trummor (6) - Atom Willard – trummor (9) - Ana Lenchantin – stråkar (8) - Paz Lenchantin – stråkar (8) - Fernando Vela – stråkar (8) Gästmusiker - Josh Homme – gitarr (2, 7, 8, 12), bakgrundssång (11) - James Iha – gitarr (11), bakgrundssång (11) - Eric Erlandson – gitarr (9) - Mark Lanegan – bakgrundssång (5) | Tekniker - Melissa Auf der Maur – producent - Chris Goss – producent - Martin Schmelzle – ljudtekniker (vid Stagg Street Studios, Rancho De La Luna och Glenwood Place Studios) - Ben Mumphrey – assisterande ljudtekniker (vid Stagg Street Studios) - Howard Willing – ytterligare ljudtekniker (vid Stagg Street Studios och Sound Factory) - Ele Janney – ljudtekniker (vid Stratosphere Sound) - Rudyard Lee Cullers – assisterande ljudtekniker (vid Stratosphere Sound) - Kevin Augunas – ljudtekniker (vid Augunas residence) - Greg Koller – ljudtekniker (vid Augunas residence) - Jordon Zadorozny – ljudtekniker (vid French Kiss Studio) - Joe Barresi – ljudtekniker (vid Sound City) - Ben Grosse – mixning - Eddy Schreyer – mastering Designansvariga - Eric Roinestad – art director - Phil Poynter – fotografier - Yelena Yemchum – ytterligare fotografier - Melissa Auf der Maur – ytterligare fotografier |

## Listplaceringar
| Lista (2004)              | Högsta position |
| ------------------------- | --------------- |
| Belgien (Flandern)        | 38              |
| Belgien (Vallonien)       | 74              |
| Frankrike                 | 47              |
| Nederländerna             | 54              |
| Tyskland                  | 32              |
| Schweiz                   | 54              |
| Storbritannien            | 31              |
| Sverige                   | 59              |
| USA Billboard 200         | 187             |
| USA Billboard Heatseekers | 8               |
| Österrike                 | 50              |

### Singlar
| År                                                  | Singel               | Högsta position | Högsta position |
| År                                                  | Singel               | US              | UK              |
| --------------------------------------------------- | -------------------- | --------------- | --------------- |
| 2004                                                | "Followed the Waves" | 32              | 35              |
| 2004                                                | "Real a Lie"         | —               | 33              |
| 2004                                                | "Taste You"          | —               | 51              |
| "—" betecknar en singel som inte gick in på listan. |                      |                 |                 |